# クランブルック教育コミュニティー
クランブルック教育コミュニティー（Cranbrook Educational Community）とは、米国ミシガン州にある、アメリカ合衆国国家歴史登録財（NRHP）である国定歴史建造物のひとつ。
クランブルック・スクール、クランブルック・アカデミー・オブ・アート、クランブルック美術館、クランブルック科学機関、クランブルックハウスガーデンらで構成される。

## クランブルック・スクール
同敷地内にある全寮制の男子高校のプライベートスクールは英才教育の名門。英国のボーディングスクールシステムにならい、寄宿制度で、現在でもそれが引き継がれている世界中から優秀な子弟達がここで教育を受けている。卒業生は2012年現職のバラク・オバマと大統領の座を争ったミット・ロムニーなど。一貫教育ではあるが、学部は存在しない。その為彼らの大半は高校卒業後、アイヴィーリーグとして知られるイェール、ハーバード、コロンビアなど東部の大学へ進学する。その後再びクランブルックアート大学院へ入学するものもいる。

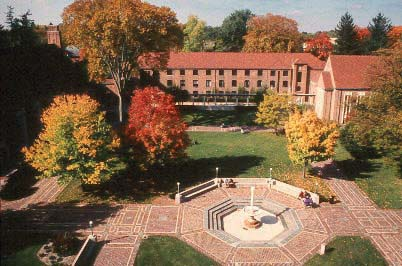
スクール全景
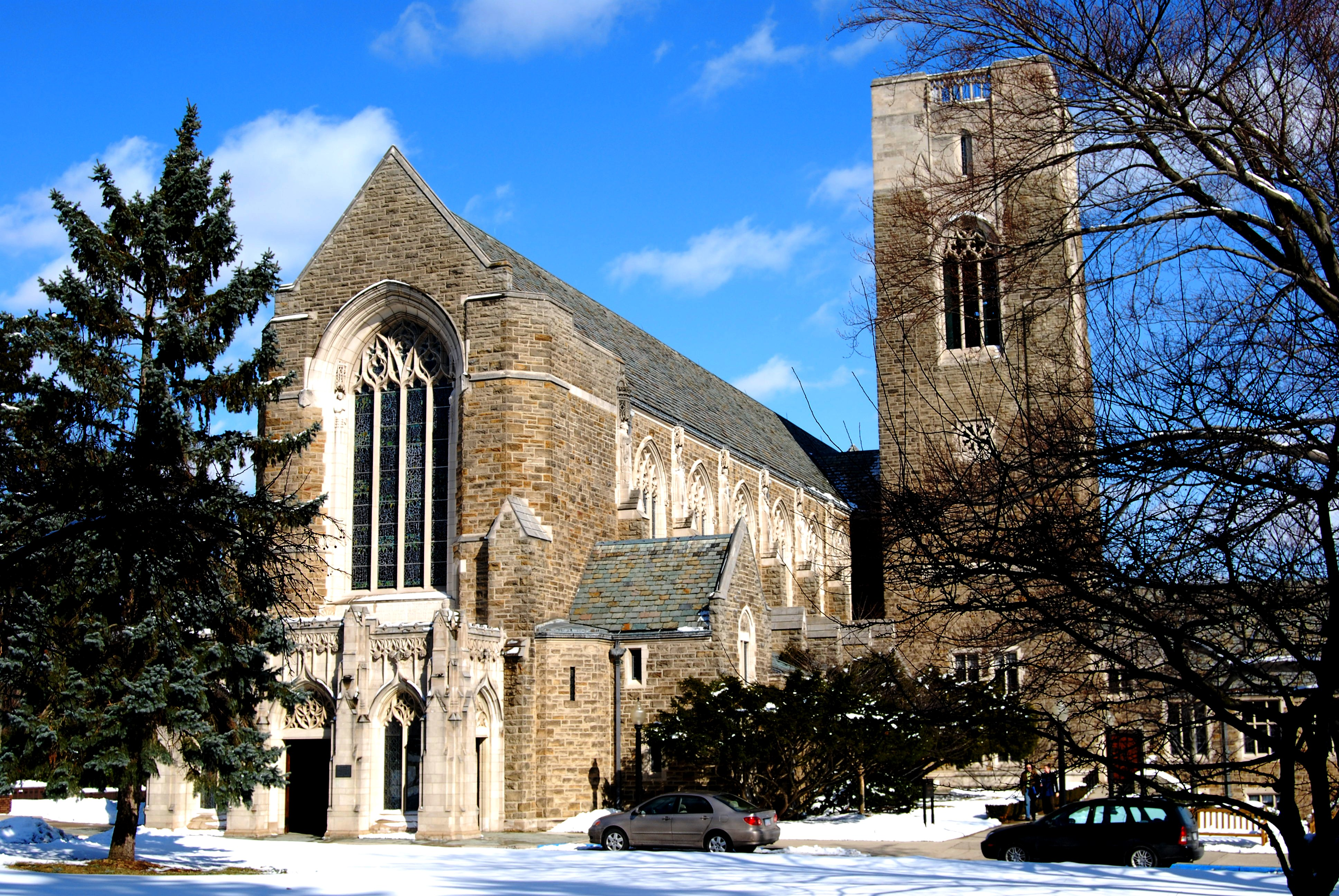
敷地内の教会

## クランブルック・アカデミー・オブ・アート
クランブルック・アカデミー・オブ・アート（英語: Cranbrook Academy of Art）は、同敷地内に本部を置く私立大学院である。日本での訳名としては、「クランブルック美術大学」「クランブルック芸術大学」「クランブルック芸術学院」「クランブルック美術学院」「クランブルック美術アカデミー」「クランブルック芸術アカデミー」などがある。「クランブロック」と表記されることも。
アメリカ版バウハウスとなるべき美術デザイン学校群として1932年に設置された。世界で2校のみ存在する美術・デザイン系の大学院大学である（もう1校はロンドンの王立ロイヤル・カレッジ・オブ・アート）。
世界トップランキング美大の1校で超難関校。全世界から優秀なデザイナー、アーティストが集まっている。応募資格はBFA以上の資格をもった者のみ。その上で更に合格率は2〜5%であるため、世界学校ランキング1位を独占しているハーバードのMBA(大学院）の2〜3倍合格するのが難しいと言われている。各科ごと平均8人ほどしか入学を許されない。卒業生は毎年全学科総合して75名前後。通常1500〜2000以上の学士課程の生徒を持つ他の美大と比較すると、卒業生の数が極端に少なく情報公開もあまりしていない。
大学院のみのため、RISDをはじめとする各国の有名美大の学部出身者がその後経験値を積んだ後大学院課程として進学するケースが多い。
美術系大学院の為、一般に名前が知れ渡っている訳ではないが、デザイナーや美術家の間では言わずと知れた超名門校である。
著名な卒業生はチャールズ・イームズなど。
創立者が米国にもヨーロッパ芸術やバウハウスなどデザイン教育の流れをつくろうとして創立した事にはじまる、世界のデザインの歴史の中でも重要な地位を保っている。歴史の本や米国美大の研究文献などにも取り上げられる事も多く、アメリカ版バウハウスとなるべき学校群として創立された。その為他の米国美大としては希なヨーロッパ・デザイン芸術の影響が強く、今は無きデザイン史における伝説の学校、バウハウスに一番近い状態で現存している学校といえるかもしれない。
1932年にフィンランド出身の著名な建築家エリエル・サーリネンにより校舎がデザインされ、彼が初代の校長となる。この建築史においても歴史的価値の高いヨーロッパの流れを持つ美しい校舎や美術館へ各国から訪れるデザイナーや研修旅行としての見学者も少なくない。
建築家のル・コルビュジエやフランク・ロイド・ライトも訪れた。ブラック・マウンテン・カレッジなどの先駆とも言われる。